# Ctenarytaina distincta
Ctenarytaina distincta är en insektsart som först beskrevs av Leonard D. Tuthill 1943.  Ctenarytaina distincta ingår i släktet Ctenarytaina och familjen rundbladloppor. Inga underarter finns listade i Catalogue of Life.